# Čchen Lu
Čchen Lu (čínsky pchin-jinem Chén Lù, znaky zjednodušené 陈露, tradiční 陳露, * 24. listopadu 1976 Čchang-čchun) je bývalá čínská krasobruslařka, která jako první reprezentantka Číny v historii získala medaile na mistrovství světa a olympijských hrách.
Pochází ze sportovní rodiny: otec byl hokejový reprezentant a matka hrála závodně stolní tenis. Bruslí od pěti let. Na mistrovství světa juniorů v krasobruslení získala bronzovou medaili v letech 1991 a 1992. Na olympiádě skončila šestá v roce 1992 a třetí v letech 1994 i 1998. Je mistryní světa z roku 1995, kde byla po krátkém programu až třetí a vyhrála díky volnému programu, v němž bruslila na hudbu z filmu Poslední císař a zvládla pět trojitých skoků. Stříbro na MS získala v roce 1996 a bronz v letech 1992 a 1993. Vyhrála soutěž krasobruslařek na Asijských zimních hrách 1996, Kanadskou brusli 1993 a NHK Trophy 1994 a 1995.
Kariéru ukončila v roce 2001. Vydala autobiografické knihy Butterfly On Ice a The Illusions of Butterfly.
V roce 2005 se provdala za ruského krasobruslaře Denise Petrova. Mají dvě děti a žijí v Šen-čenu, kde provozují krasobruslařskou akademii.